# Ватин
Ватин (фр. ouatine — овечье руно) — текстильный материал, полотно. Родиной ватина принято считать Францию.
По существу, изделие того же производства и из тех же материалов, что и вата (хлопка, шерсти), но особой разновидности. Изготовляется обыкновенно с подклейкой верхнего слоя ватного пласта или с прокладкой особой редкой сетки из пряжи или марли и вырабатывается в более сложном процессе производства.
Ватин применяется в качестве подкладки для тёплой верхней одежды, как альтернатива меховой подкладки, придавая более изящный вид готовой вещи.